# Заруб (Черкасская область)
Заруб — город Древней Руси XI—XIII веков, позже известный как село Зарубинцы Каневского уезда Киевской губернии (Каневского района Черкасской области Украинской ССР).
Первое летописное известие о нём относится к 1096 году; из него видно, что Заруб стоял на правой стороне Днепра и около него был брод (Зарубский брод). Из других упоминаний о Зарубе в летописях Лаврентьевской, Ипатьевской и других следует, что Заруб стоял ниже Киева и ниже Витичева. Карамзин, ссылаясь на Книгу Большому Чертежу, первый указал его место в нынешнем селе Зарубинцы. И. И. Срезневский помещает его против устья реки Трубежа. Н. В. Закревский, не соглашаясь ни с Карамзиным, ни со Срезневским, говорит, что Заруб стоял на 60 версте от Киева и что в Смоленской губернии был ещё другой Заруб, который Карамзин (т. II, прим. 411) напрасно переименовал Зарубино. Упоминается в летописях под 1096, 1146, 1151, 1156 и 1223 годами при описании военных действий князей.
Более поздние исследователи — Н. Ф. Беляшевский, П. Лебединцев и Грушевский, — помещают его на возвышенном полуострове у бывшего села Зарубинцы. Между Зарубинцами и селом Монастырком существовало городище княжеской эпохи с пещерами отшельников. В 1948—1949 под руководством М. К. Каргера близ Заруба, в урочище Церковщина, прошли археологические раскопки, в рамках которых были открыты остатки двух каменных церквей Зарубского монастыря (XI—XII веков), украшенных фресками, мозаикой и поливными керамическими плитками. Зарубский монастырь был разрушен татарами; на его месте позднее был построен Трахтемировский монастырь. По мнению М. К. Каргера, Заруб находился в 2 км к северу от бывшего села Зарубинцы на так называемой Батуровой горе. Напротив Заруба в древнерусское время в затопленном ныне Каневским водохранилищем устье Трубежа находилась крепость Устье, относившаяся к Переяславскому княжеству и служившая портом Переяславля. Вероятно, Заруб был основан для защиты переправы через Днепр. На это может указывать и само название города. По данным И. И. Срезневского, одним из значений данного слова является «начинать
рубить, строить; заваливать, засекать, преграждать дорогу».
Неподалёку от Заруба находился где-то и Варяжский остров — в описании неудачного для русских похода на Калку в 1223 году сказано, что князья пришли к Днепру «на Заруб, к острову Варяжскому».
В районе города (и позднее села) была по результатам археологических раскопок выделена зарубинецкая культура, археологическая культура эпохи раннего железного века. На данный момент местность затоплена водами Каневского водохранилища.
В Зарубинцах был похоронен Герой Советского Союза Гарегин Балаян.